# Mastroianni (singolo)
Mastroianni è un singolo del gruppo musicale italiano Sottotono, pubblicato il 23 aprile 2021 come primo estratto dal quinto album in studio Originali.

## Descrizione
Il brano rappresenta la prima pubblicazione del duo a seguito della reunion annunciata nello stesso anno dopo una pausa di circa vent'anni. Il testo, a cura di Tormento, racconta una storia d'amore nelle sue varie sfaccettature, in cui non sembra esserci tuttavia un lieto fine.

## Video musicale
Il video, pubblicato in concomitanza con il lancio del singolo, è stato diretto da Trilathera e mostra la storia d'amore tra un uomo e una donna proiettata attraverso lo schermo di una vecchia televisione; la relazione termina una volta che uno dei due amanti decide di spegnere la TV.

## Tracce
Testi di Massimiliano Cellamaro, Michele Salvemini, Edoardo D'Erme e Davide Petrella, musiche di Massimiliano Dagani e Francesco Catitti.
1. Mastroianni – 3:10

## Riconoscimenti
- 2022 – Videoclip Italia Awards[4]
  - Candidatura al miglio videoclip rap/trap